# 1946년 전국대학축구선수권대회
1946년 전국대학축구선수권대회(1946 National University Football Championship)는 전국대학축구선수권대회의 1946년 시즌 축구 대회이다.

## 대회 진행
조선축구협회는 1946년 6월 25일까지 참가 신청을 받은 후, 1946년 7일 1일부터 7월 5일까지 서울운동장에서 제1회 전국대학전문축구선수권대회를 개최했다. 서울대학교 상과대학 축구단이 우승하고 연희대학교 축구단이 준우승을 했다. 그 외 상세한 경기 정보에 관한 기록은 남아 있지 않다.

## 경기 결과

### 결승
| 서울대학교 상과대학 축구단 | v | 연희대학교 축구단 |
| -------------------------- | - | ----------------- |
|                            |   |                   |

## 참고 문헌
- “전국대학축구선수권대회 역대 전적”. 한국대학축구연맹.
- “全國大學專門蹴球選手權大會(전국대학전문축구선수권대회)”. 조선일보. 1946년 6월 15일.
- “大學門專蹴球大會(대학문전축구대회)”. 동아일보. 1946년 6월 25일.